# Айю, Абдул Рахим
Абдул Рахим Айю (англ. Abdul Rahim Ayew; 16 апреля 1988, Тамале, Гана) — ганский футболист, защитник клуба «Линкольн Ред Импс».

## Карьера

### Клубная
Айю начал свою карьеру в юношеских академиях клубов «Адисадель Колледж» и «Нанья». В последнем после академии играл до 2008 года и в январе перешёл в клуб «Илевен Уайз». 17 июня 2009 года заключил пятилетний контракт с египетским клубом «Замалек».

### В сборной
В сборной Ганы играет с 2009 года.

## Семья
Отец — Абеди Пеле, дядя — Кваме Айю, братья — Андре Айю и Джордан Айю.